# Onodera Shiho
Onodera Shiho (小野寺 志保, sinh ngày 18 tháng 11 năm 1973) là một cựu cầu thủ bóng đá nữ người Nhật Bản.

## Đội tuyển bóng đá nữ quốc gia Nhật Bản
Onodera Shiho thi đấu cho đội tuyển bóng đá nữ quốc gia Nhật Bản từ năm 1995 đến 2004.

## Thống kê sự nghiệp
| Nhật Bản  | Nhật Bản | Nhật Bản |
| Năm       | Trận     | Bàn      |
| --------- | -------- | -------- |
| 1995      | 4        | 0        |
| 1996      | 4        | 0        |
| 1997      | 0        | 0        |
| 1998      | 2        | 0        |
| 1999      | 1        | 0        |
| 2000      | 2        | 0        |
| 2001      | 3        | 0        |
| 2002      | 2        | 0        |
| 2003      | 2        | 0        |
| 2004      | 3        | 0        |
| Tổng cộng | 23       | 0        |